# Acronicta occidentalis
Acronicta occidentalis là một loài bướm đêm trong họ Noctuidae.